# 유진홍
유진홍(兪鎭洪, 1890년 12월 10일 - 1978년 5월 22일)은 대한민국의 정치인이다.

## 약력
- 중화민국 난징 금릉(金陵)대학교 철학과를 졸업하였다.
- 1948년 5월 10일 : 제헌 국회의원(충남 논산갑)

## 역대 선거 결과
|  | 28.67% |

|  | 4.02% |

## 참고자료
- 《대한민국 의정총람》, 국회의원총람발간위원회, 1994년
- 유진홍 - 대한민국헌정회